# 解放军庙
解放军庙，又称解放军烈士庙，正式名称为廿七君庙，是中国福建省泉州市惠安县崇武镇一座庙宇，建于1996年，祭祀27名中国人民解放军战死官兵。

## 建庙背景和历程
解放军庙位处的崇武镇一直流传着奉祀战争英雄的民俗，民众会建庙祭祀将领和战死者。
1949年9月17日，中国人民解放军第10兵团28军84师251团官兵集结于崇武镇西面的西沙湾，为后来的厦门战役、金门战役作准备；当天早上九时许，中華民國國軍派出六架战机空袭地面的解放军部队，解放军为免民众死于空袭，故意引战机攻击自己的阵地，结果24名解放军官兵在连串空袭中身亡。崇武镇民众把24具遗体安葬于附近沙地，并依照当地民俗，在坟墓上建造了一座小房子，里面安放着供奉战死官兵的“廿四君灵位”，而这座房子被称为“廿四君庙”。在空袭期间，一个名叫曾恨的女孩因解放军官兵掩护而免于炸死，因此她和母亲非常感激解放军，每天到廿四君庙上香、敬茶参拜，她们此举被其他民众视为精神异常。
中华人民共和国成立后不久，曾恨两母女的举动引起巡逻民兵怀疑，民兵起初把她逮捕审问，后来相信两母女有精神问题，于是放走曾恨。文化大革命时期，造反派认为立庙供奉解放军的行为是利用解放军形象鼓吹四旧、鼓吹封建迷信，因此把廿四君庙拆除，只余下解放军烈士的坟墓。
廿四君庙被拆掉后，曾恨想为解放军烈士建立一座庙宇，为他们立像、焚香，这个想法起初被质疑是神化解放军，后来逐渐得到民众支持；后来，曾恨母亲在1980年去世，遗言交代女儿务必建庙报答解放军官兵。为了筹募建庙经费，曾恨营商赚钱，又变卖首饰、抵押房契、花尽积蓄，并四出请求捐款，最终攒下六万人民币。筹得足够经费后，曾恨向政府部门提出申请，但庙宇在社会上始终被视为与封建迷信相关，而且为解放军烈士建庙史无前例，显得有点不伦不类，因此未果。碰巧，位于解放军烈士坟墓附近、祭拜明朝抗倭阵亡将士的庙宇湖寮宫获政府认可重修，曾恨于是提出把解放军烈士的庙宇建在湖寮宫上，得到湖寮宫修建主持者的同意；因此，湖寮宫旁加建一座侧殿，作为解放军庙。
解放军庙在1993年开始动工兴建，1996年落成，期间由曾恨亲自负责监工和设计。除了在空袭中身亡的24名官兵外，崇武城边另外3名解放军战死官兵的衣冠冢也运到庙里一同奉祀，因此解放军庙正式命名为“廿七君庙”。不久后，由于有神汉巫婆在解放军庙内进行算命活动，曾恨决定在庙外加建烈士纪念馆和纪念碑，以申明立庙意义；她在半年内筹得六十万人民币捐款，并获得泉州市民政局拨款二万人民币、崇武镇政府无偿提供近千平方米土地，得以开始建设。2011年代，解放军庙新建一幢大殿，透过募集捐款建成。
解放军庙在2002年被评为惠安县爱国主义教育基地。

## 祭祀及其他仪式

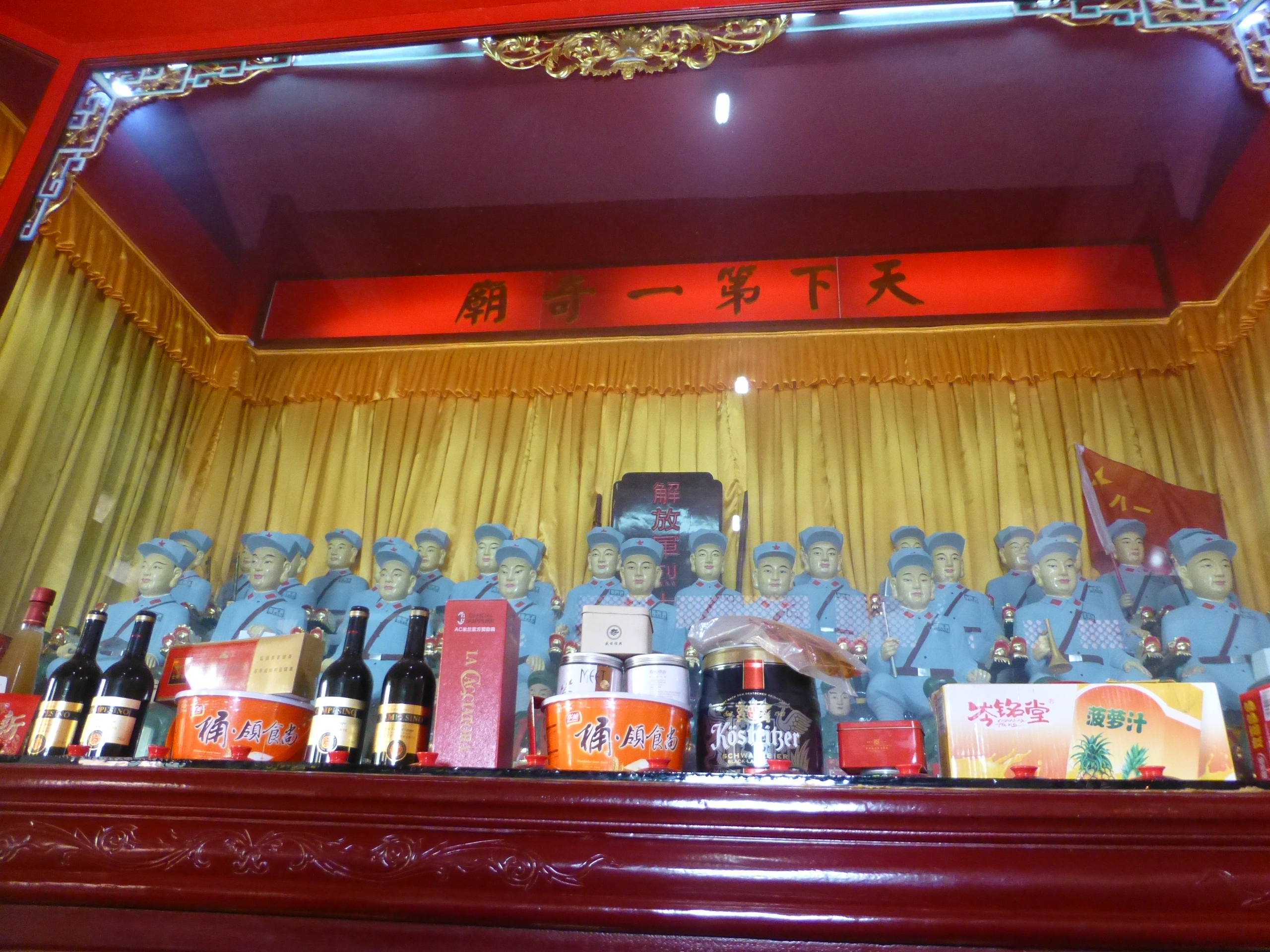
解放军庙供奉的27尊解放军军人塑像，前方有果汁、红酒等供品

在解放军庙里，解放军军人塑像会被供奉小汽车、摩托车、飞机、舰艇、手提电话等纸扎祭品。庙内每天播放革命歌曲《我是一个兵》。
崇武镇军民经常到解放军庙祭拜烈士。每逢当地驻军有军人入伍或退伍，就会到解放军庙参拜。庙旁的纪念碑前有时会举行加入中国共产党、中国共青团、中国少先队的宣誓仪式。每年9月17日（24名官兵遭遇空袭身亡当天），庙内会举行纪念活动。此外，在中国共产党诞生纪念日（7月1日）、中国人民解放军建军纪念日（8月1日）、中华人民共和国国庆节（10月1日），解放军庙的香火比平日更旺盛，前往拜祭的人流更多。

## 庙宇建筑

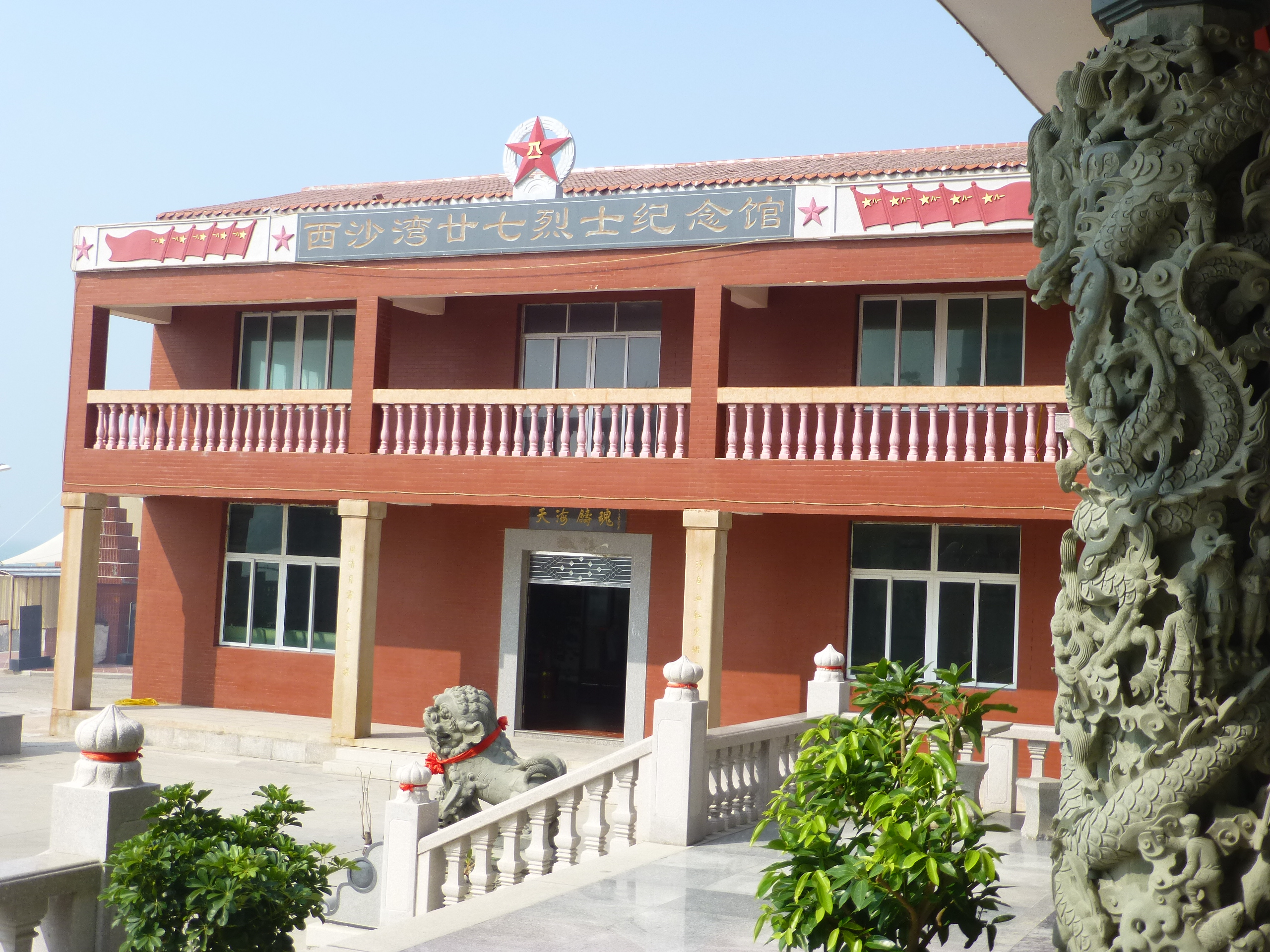
解放军庙旁边的烈士纪念馆

解放军庙的构成部分有正殿、庭院、亭、纪念碑、纪念馆等，整个建筑群共占地超过2,000多平方米，总面积约为800平方米。
正殿前方有三座亭：左边的亭名为“望海亭”，柱联为“望海峡思江山一统，登古城盼同胞团圆”；中间的亭名为“观潮亭”，亭额为“海天幽雅”，柱联为“蜂峰灵麓碧波朝圣庙，龟蛇雄踞蓝舸成奇观”；右边的亭名为“烈士亭”，柱联为“海韵千秋回壮曲，心香一瓣谒忠魂”。正殿前还有一个巨型浮雕，以解放军军人为题，展示曾恨当年被军人所救的情景。
正殿大门处挂有“天下第一奇庙”的额匾，由某个解放军单位所赠送。正殿内的中央位置摆放27尊解放军塑像，这些塑像有指挥员、战士、司号员、卫生员等不同岗位的解放军军人；塑像旁边有一架木帆船模型，是1949年9月17日解放军抵达西沙湾时乘坐的船。塑像上方有“英烈廿七君”黑底金字横匾。正殿内还有多个匾额、碑铭，分别题有“千秋浩气”、“万古英灵”、“海天一绝”等。解放军开国上将叶飞曾为解放军庙题词“为了人民，死的光荣”，置于庙内。
烈士纪念馆位于正殿旁边，纪念馆前有烈士纪念碑，碑顶有持枪军人眺望前方的塑像。